# Juan Goytisolo
Juan Goytisolo (Barcellona, 5 gennaio 1931 – Marrakech, 4 giugno 2017) è stato uno scrittore spagnolo.
È considerato uno dei più importanti esponenti della Generazione del '50 e uno dei più grandi scrittori spagnoli. Le sue opere includono romanzi, libri di storia e di viaggio, saggi e poesie. È stato collaboratore del quotidiano El País. Il 24 novembre 2014 ha vinto il Premio Miguel de Cervantes, il massimo riconoscimento per le opere letterarie in lingua spagnola. Era fratello del poeta José Agustín Goytisolo, (1928-1999) e dello scrittore Luis Goytisolo.

## Biografia
Juan Goytisolo Gay è nato il 5 gennaio 1931, terzo di quattro figli di una famiglia della borghesia barcellonese. Durante il periodo della Guerra Civile Spagnola, la famiglia si trasferisce in un piccolo paesino montano in Catalogna. In questi terribili anni è costretto ad affrontare diverse difficoltà, fra cui la fame e la morte della madre, Julia Gay, avvenuta durante un bombardamento dell'aviazione franchista a Barcellona nel 1938, quando Juan aveva solo sette anni. Il padre, anti-comunista, rimase fedele al regime di Franco e fu imprigionato dai Repubblicani.
All'età di otto anni Goytisolo viene molestato sessualmente dal nonno materno; più del trauma, quello che emerge dalla sua autobiografia è la compassione che prova per il nonno, omosessuale represso, che venne umiliato dal padre, fortemente omofobo.
Al termine della guerra studia nel collegio gesuita di Sarriá e, successivamente, nel collegio cattolico di Bonanova. Nel 1948 segue gli studi di Diritto all'Università di Barcellona, con l'intenzione di diventare diplomatico. Durante il periodo universitario si appassiona alla letteratura contemporanea e manifesta inequivocabilmente il suo ateismo.
Fin dall'età di 14 anni la sua passione per la letteratura lo porta a scrivere romanzi. Pubblica la sua prima opera, Giochi di mani (Juegos de manos) nel 1954, anno in cui abbandona l'Università. Nel 1980 questo romanzo sarà adattato dal regista Enzo Tarquini nel telefilm italiano Gioco di morte, di cui Goytisolo è co-sceneggiatore.
In uno dei suoi viaggi a Parigi conosce Monique Lange, scrittrice francese, con la quale passerà gran parte della sua vita. Monique aveva già una figlia di quattro anni, Carole, avuta da un precedente matrimonio, il cui padrino era William Faulkner.
Nel 1956 Goytisolo svolge il servizio militare come sergente a Mataró: tale esperienza gli sarà d'ispirazione per le storie La guardia e Aquí abajo, contenute nel libro Para vivir aquí (1960).
Nello stesso anno, la sua forte opposizione al regime di Franco lo porta all'esilio a Parigi, dove trova lavoro come consulente letterario presso la casa editrice Gallimard. Nella capitale francese, soprattutto grazie alle conoscenze di Monique Lange, incontra Luis Buñuel, Sartre, Simone de Beauvoir, Guy Debord, Albert Camus, Raymond Queneau, Marguerite Duras e Jean Genet. Quest'ultimo lo influenza notevolmente.
Da quella data in poi risiederà in luoghi diversi, fuori dalla Spagna, come Tangeri e Marrakech. Tra il 1969 e il 1975 è professore di letteratura presso le università di California, Boston e New York. Sono di questi anni le sue edizioni del romanzo picaresco del XVII secolo Vida de Estebanillo González, hombre de buon humor e l'antologia su José María Blanco White
, scritta con l'evidente intenzione di attaccare in maniera sotterranea il regime franchista, che proibì e censurò diverse sue opere e mantenne, attraverso la stampa ufficiale, una continua ostilità nei suoi confronti.
Con la lingua, la letteratura, la cultura spagnola mantiene sempre una relazione d'amore, mentre esprimerà la sua avversione nei confronti del regime franchista. Il suo amico, lo scrittore messicano Carlos Fuentes, lo paragona a Swift e James Joyce, affermando che essi sono "esuli condannati a vivere con il linguaggio delle loro oppressioni..."
Dalla fine degli Sessanta la sua passione per il mondo arabo si fa manifesta nelle sue opere, fino a diventarne un elemento costitutivo. Il romanzo Juan sin Tierra (1975) termina con una pagina in arabo, come simbolo di rottura con alcuni aspetti della cultura e della storia spagnola. Il suo amore per il mondo arabo si manifesta anche nei saggi El problema del Sahara (1979), Crónicas sarracinas (1981) e Estambul otomano (1989).
La pubblicazione delle sue opere fuori dalla Spagna lo rende uno degli intellettuali spagnoli più influenti all'estero.
Goytisolo si dedica anche alla narrativa, alla letteratura di viaggio, alle memorie e al reportage. Pubblica articoli nella stampa spagnola, specialmente in El País, per il quale è corrispondente di guerra in Cecenia e Bosnia e durante la Primavera araba. È un critico della civilizzazione occidentale, che osserva da un'ottica periferica. Con la moglie è stato un attivo sostenitore del FLN, il movimento algerino di indipendenza.
Nel 1996, dopo la morte della moglie Monique Lange, Goytisolo si stabilisce a Marrakech, in una vecchia casa nella medina.

### Ultimi anni
Nel 2012 lo scrittore dichiara di voler abbandonare la narrativa: "È definitivo. Non ho niente da dire ed è meglio se sto zitto. Non scrivo per guadagnare denaro né sto alle decisioni degli editori."
Non cessa invece la sua attività di saggista, e debutta come poeta. Della sua prima raccolta di poesie afferma: "Sono nove, né una di più né una di meno. Quando ho lasciato la narrativa attraversarono la mia testa come uno stormo di cicogne che mi lasciarono queste poesie.".
Juan Goytisolo è morto il 4 giugno 2017 a Marrakech, all'età di 86 anni, a causa delle complicazioni di un ictus che lo aveva colpito due mesi prima del decesso. Non esistendo a Marrakech, la sua città adottiva, un cimitero comune, aperto a tutte le religioni, è stato sepolto nel cimitero civile di Larache, vicino a Tangeri. Nella sua lapide si legge "Juan Goytisolo. Scrittore. Barcellona 1931- Marrakech 2017". La sua tomba è vicina a quella di un altro scrittore, Jean Genet, morto nel 1986, che, come lui, era omosessuale ed appassionato del mondo arabo. La cerimonia di sepoltura è stata semplice; sono stati letti alcuni passi delle sue opere e hanno preso la parola alcune delle persone più vicine a Goytisolo, come lo scrittore e diplomatico José María Ridao, l'arabista Lola López Enamorado e la sua traduttrice francese Aline Schulman.
Con la sepoltura in terra marocchina, Juan Goytisolo ha realizzato il desiderio di rompere definitivamente con la sua patria, la Spagna, alla quale dedicò queste parole: "Terra ingrata, tra tutte impura e meschina, non tornerò mai da te".

## Opere letterarie

### Il realismo sociale
Le prime opere della giovinezza, da Juegos de manos (1954) a Señas de identidad (1966) vengono ricondotte al filone del realismo sociale degli anni '50 e '60. In queste opere, in cui l'attenzione è posta più sull'atteggiamento critico che sulla struttura formale, l'autore si scaglia sia contro le classi inferiori, ritenute incapaci di migliorare la loro vita, che contro i membri del noioso mondo borghese. La disperazione, il pessimismo e il nichilismo, caratteristiche chiave della sua narrativa, sono presenti fin dall'inizio di questa fase.

### La maturità
La sua seconda tappa, quella della maturità, si apre con l'opera Señas de identidad del 1966, nella quale abbandona il realismo sociale, adottando le nuove tecniche del romanzo moderno. Goytisolo si avvicina a una scrittura che dà importanza alla struttura formale e a trame di maggiore profondità e complessità. Tematica centrale dei suoi romanzi è la sessualità come affermazione di potere. Il suo rifiuto della Spagna tradizionalista e conservatrice, col passare del tempo, si convertirà in un rifiuto del pensiero conservatore occidentale e dei dogmi politici e religiosi.

### Influenze
Nella sua opera sono rilevabili influenze provenienti anche da autori spagnoli poco conosciuti, o le cui opere non sono state adeguatamente valorizzate dalla cultura spagnola. Ad essi Goytisolo ha dedicato vari saggi: José María Blanco White, Francisco Delicado, Fernando de Rojas, Manuel Azaña, Américo Castro.

## Opere

### Romanzi
- Juegos de manos, Destino, Barcelona, 1954.
- Duelo en el paraíso, Destino, Barcelona, 1955.
- El circo, Destino, Barcelona, 1957.
- Fiestas, Destino, Barcelona / Emecé, Buenos Aires, 1958.
- La resaca, Librairie Espagnole, París, 1958.
- La isla, Seix Barral, México D.F., 1961.
- Señas de identidad, Joaquín Mortiz, México, 1966.
- Reivindicación del conde don Julián, Joaquín Mortiz, México, 1970 (ristampa nel 2000 con il titolo di Don Julián, Galaxia Gutenberg, Barcelona).
- Juan sin Tierra, Seix Barral, Barcelona, 1975.
- Makbara, Seix Barral, Barcelona, 1980.
- Paisajes después de la batalla, Montesinos, Barcelona, 1982.
- Las virtudes del pájaro solitario, Seix Barral, Barcelona, 1988.
- La cuarentena, Mondadori, Madrid, 1991.
- La saga de los Marx, Mondadori, Madrid, 1993.
- El sitio de los sitios, Alfaguara, Madrid, 1995.
- Las semanas del jardín (firmata con lo pseudonimo Un círculo de lectores), Alfaguara, Madrid, 1997.
- Carajicomedia, Seix Barral, Barcelona, 2000.
- Telón de boca, Aleph Editores, Barcelona, 2003.
- El exiliado de aquí y de allá, Galaxia Gutenberg, Barcelona, 2008.

### Racconti
- Para vivir aquí, Sur, Buenos Aires, 1960. Contiene otto racconti:
  - Cara y cruz.
  - Suburbios.
  - Otoño, en el puerto, cuando llovizna.
  - El viaje.
  - La guardia.
  - La ronda.
  - Los amigos.
  - Aquí abajo.
- Fin de fiesta. Tentativas de interpretación de una historia amorosa, Seix Barral, Barcelona, 1962. Contiene quattro racconti.
- Pausa de otoño, inclusa nella prima edizione di Señas de identidad (1966), però cancellata dal resto delle edizioni. Obras completas II. Narrativa y relatos de viaje (1959-1965). Galaxia Gutenberg - Círculo de Lectores, Barcelona, 2005.

### Racconti di viaggio
- Campos de Níjar, Seix Barral, Barcelona, 1960 .
- La Chanca, Librairie Espagnole, París / Seix Barral, Barcelona, 1962.
- Pueblo en marcha. Tierras de Manzanillo. Instantáneas de un viaje a Cuba, Librairie des Editions Espagnoles, París, 1962.
- Estambul otomano, Planeta, Barcelona, 1989.
- Aproximaciones a Gaudí en Capadocia, Mondadori, Madrid, 1990.

### Saggi
- Problemas de la novela, 1959.
- El furgón de cola, Seix Barral, Barcelona, 1976. Contiene quattordici testi:
  - El furgón de cola.
  - La actualidad de Larra.
  - Escribir en España.
  - Los escritores españoles frente al toro de la censura.
  - La literatura perseguida por la política.
  - Literatura y eutanasia.
  - Estebanillo González, hombre de buen humor.
  - La herencia del noventa y ocho o la literatura considerada como una promoción social.
  - Cernuda y la crítica literaria española.
  - Homenaje a Cernuda.
  - Lenguaje, realidad ideal y realidad efectiva.
  - Menéndez Pidal y el Padre Las Casas.
  - Examen de conciencia.
  - Tierras del Sur.
- España y los españoles (1979).
- Crónicas sarracinas, Ruedo Ibérico, 1982.
- El bosque de las letras (1995).
- Disidencias (1996).
- De la Ceca a la Meca. Aproximaciones al mundo islámico (1997).
- Cogitus interruptus (1999).
- El peaje de la vida (2000, con Sami Naïr).
- El Lucernario: la pasión crítica de Manuel Azaña, Península, Barcelona, 2004.
- Los ensayos, Península, Barcelona, 2005.
- Contra las sagradas formas (2007).
- Ensayos escogidos, Fondo de Cultura Económica, 2007.
- Ensayos sobre José Ángel Valente (2009).

### Altro
- Obra inglesa de Blanco White (1972): edición.
- Obras completas, introduzione di Pere Gimferrer. Aguilar, Madrid, 1977. Due volumi:
  - 1. Novelas.
  - 2. Relatos y ensayos.
- Coto vedado, memorias, Seix Barral, Barcelona, 1985.
- En los reinos de taifa, memorias, Seix Barral, Barcelona, 1986.
- Alquibla, copione televisivo di Televisión Española, 1988; serie di tredici capitoli diretta da Rafael Carratalá:
  - Los derviches giróvagos.
  - El Cairo: díptico urbano.
  - Palestina después de su diáspora.
  - Gaudí en Capadocia.
  - Romerías y ermitas: el culto popular de los santos.
  - Estambul: la ciudad palimpsesto.
  - Zagüias y cofradías.
  - Itinerario de un campeón.
  - El espacio en la ciudad islámica.
  - Ver sin ser vista: la mujer en el Islam.
  - Desierto, realidad y espejismo.
  - Islam: realidad y leyenda.
  - Nas Al Ghivan: la música del trance.
- Cuaderno de Sarajevo, reportaje, El País /Aguilar, Madrid, 1993.
- Argelia en el vendaval, reportaje, El País /Aguilar, Madrid, 1994.
- Paisajes de guerra con Chechenia al fondo, reportaje, El País /Aguilar, Madrid, 1996.
- Lectura del espacio en Xemaá-El-Fná, con illustrazioni di Hans Werner Geerdts; Galaxia Gutenberg, Barcelona, 1996.
- El universo imaginario (1997).
- Diálogo sobre la desmemoria, los tabúes y el olvido (2000): diálogo con Günter Grass.
- Paisajes de guerra: Sarajevo, Argelia, Palestina, Chechenia (2001).
- Pájaro que ensucia su proprio nido, artículos, Galaxia Gutenberg, Barcelona, 2001.
- Tradición y disidencia, trascrizione del ciclo di conferenze nel professorato Alfonso Reyes dell'Instituto Tecnológico y de Estudios Superiores de Monterrey, novembre del 2000; TEC de Monterrey, Ariel, México D.F., 2001.
- Memorias, Península, Barcelona, 2002. Redazione di Coto vedado y En los reinos de taifa in un solo volume.
- España y sus ejidos, Hijos de Muley-Rubio, Majadahonda, Madrid, 2003. Si può accedere a gran parte di quest'opera su Google Books.
- Obras completas. Galaxia Gutenberg - Círculo de Lectores, Barcelona, 2005-2008, in otto volumi. Edizione rivista dall'autore, che scrisse il prologo per ognuno dei volumi: 
  - I. Novelas y ensayo (1954 - 1959).
  - II. Narrativa y relatos de viaje (1959 - 1965).
  - III. Novelas (1966 - 1982).
  - IV. Novelas (1988 - 2003).
  - V. Autobiografía. Viajes al mundo islámico.
  - VI. Ensayos literarios (1967 - 1999).
  - VII. Miscelánea y obra periodística.
  - VIII. Guerra, periodismo y literatura.
  - Homenaje a José Ángel Valente, (prólogo). Antologia di J. A. Valente. Colección de poesía El País (2009).

## Traduzioni italiane
- Lutto in paradiso (Duelo en el paraíso), Feltrinelli, 1959
- Fiestas (Fiestas), Einaudi, 1959
- Giochi di mani (Juegos de manos), Lerici Editori, 1960
- La risacca (La resaca), Feltrinelli, 1961
- Per vivere qui (Para vivir aquí), Feltrinelli, 1962
- L'isola (La isla), Einaudi, 1964
- Don Julián (Reivindicación del conde don Julián), Roma, Editori Riuniti, 1977
- Le settimane del giardino (Las semanas del jardín), traduz. e note di Glauco Felici, Torino, Einaudi, 2004, ISBN 88-06-16855-X
- Oltre il sipario (Telón de boca), traduz. di Chiara Vighi, Napoli, L'Ancora del Mediterraneo, 2004
- La Spagna e gli spagnoli (España y los españoles), a cura di Donatella Silviero, Mesogea, 2005
- Karl Marx Show (La saga de los Marx), Cargo, 2005
- Paesaggi dopo la battaglia (Paisajes después de la batalla), traduz. di Francesco Francis, Cargo, 2009, ISBN 978-88-6005-022-9
- Esiliato di qua e di là. La vita postuma del Mostro del Sentier (El exiliado de aquí y de allá), Mimesis, 2014

## Premi e riconoscimenti
Juan Goytisolo ha ricevuto molteplici premi e onorificenze:
- 1952: Premio Joven Literatura per il romanzo El mundo de los espejos
- 1985: Premio Europalia
- 1993: Premio Nelly Sachs
- 1994: Premio Mediterráneo per il miglior romanzo straniero tradotto in francese (Cuaderno de Sarajevo)
- 1995: Premio Rachid Mimumi de París per la tolleranza e la libertà
- 1996: Premio de la Paz (Fondazione Léon Felipe)
- 1997: Premio Jorge Isaacs de Narrativa Iberoamericana (Fondazione Proartes, Colombia)
- 2001: Membro onorario dell'Unione di Scrittori Marocchini
- 2002: Premio Octavio Paz de Literatura
- 2004: Premio de Literatura Latinoamericana yu del Caribe Juan Rulfo
- 2005: Premio a la Mejor Trayectoria Literaria de Autor Iberoamericano (Junta de Extremadura)
- 2008: Premio Nacional de las Letras Españolas
- 2009: Premio de las Artes y las Culturas de la Fundación Tres Culturas
- 2010: Premio Internacional Don Quijote de la Mancha (Junta de Comunidades de Castilla-La Mancha y la Fundación Santillana)
- 2012: Premio Cultura, Planeta y Océanos Sostenibles (Fundación Baile de Civilizaciones)
- 2012: Premio Spiros Vergos[16]
- 2012: Premio Formentor[9]
- 2014: Premio Miguel de Cervantes[17]

Juan Goytisolo ha fatto parte del Parlamento Internazionale degli Scrittori ed è stato presidente della giuria dell'Organizzazione delle Nazioni Unite per l'Educazione, la Scienza e la Cultura. Nel 2001 è stato nominato membro onorario dell'Unione degli Scrittori del Marocco (UEM) per le sue posizioni a sostegno della cultura marocchina.  La biblioteca dell'Istituto Cervantes di Tangeri ha intitolato allo scrittore l'edificio eretto nel 2007.  Il compositore José María Sánchez-Verdú ha adattato il romanzo Las virtudes del pájaro solitario di Goytisolo nell'opera El viaje a Simorgh; la prima è andata in scena in 4 maggio 2007 nel Teatro Real di Madrid.